# Arctotis aenea
Arctotis aenea là một loài thực vật có hoa trong họ Cúc. Loài này được J.Jacq. mô tả khoa học đầu tiên năm 1811.